# 경주이씨 양월문중 고문서 및 향안 - 이지대 왕지
경주이씨 양월문중 고문서 및 향안 - 이지대 왕지(慶州李氏 楊月門中 古文書 및 鄕案 - 李之帶 王旨)는 서울특별시 종로구 서울역사박물관에 있는 조선시대의 국왕문서이다. 2006년 7월 18일 대한민국의 보물 제1474-2호로 지정되었다.

## 개요
이지대 왕지는 1413년(태종)의 왕지로 양월문중 관련 고문서 중 가장 시대가 올라가며 고문서의 수급자인 이지대는 경주이씨 판윤공파의 파조인데 지금까지 그와 관련된 자료가 알려지지 않아 그 가치가 높다.

## 같이 보기
- 이지대

## 참고 자료
- 경주이씨 양월문중 고문서 및 향안 - 이지대 왕지 - 국가유산청 국가유산포털